# I Just Had Sex
"I Just Had Sex" är en sång av hiphopgruppen The Lonely Island med R&B-sångaren Akon som gästartist. Låten är producerad av DJ Frank E och släpptes som The Lonely Islands första singel från deras andra album, "Turtlneck & Chain", som släpptes 10 maj 2011.

## Topplistor
| Topplista (2010–2011)                    | Högsta position |
| ---------------------------------------- | --------------- |
| Australien (ARIA)                        | 10              |
| Österrike (Ö3 Austria Top 75)            | 55              |
| Belgien (Ultratop 50 Flandern)           | 26              |
| Belgien (Ultratip Vallonien)             | 8               |
| Kanada (Canadian Hot 100)                | 13              |
| Danmark (Tracklisten)                    | 38              |
| Irland (IRMA)                            | 44              |
| Nya Zeeland (RIANZ)                      | 30              |
| Norge (VG-lista)                         | 8               |
| Sverige (Sverigetopplistan)              | 2               |
| UK Singles (The Official Charts Company) | 68              |
| US Billboard Hot 100                     | 30              |